# Cal Federico
Cal Federico és un edifici del municipi de Benissanet (Ribera d'Ebre) inclosa en l'Inventari del Patrimoni Arquitectònic de Catalunya. Està situat dins del nucli urbà de la població de Benissanet, a la banda de migdia del terme, adossat a l'antic portal d'accés al nucli antic de la vila i formant cantonada entre el carrer de l'Ebre, el de Miravet i el de la Palla.

## Descripció
És un edifici cantoner de planta irregular format per dos cossos adossats, amb un gran pati posterior delimitat per una tanca de pedra. L'edifici principal, distribuït en tres crugies, presenta la coberta de teula de dos vessants i està distribuït en planta baixa i dos pisos. La façana principal, orientada al carrer de l'Ebre, presenta un portal d'accés principal situat a la crugia central. És de grans dimensions, està emmarcat amb carreus de pedra ben desbastats decorats amb motllures i presenta una gran clau a manera de decoració, que alhora sosté el balcó central del primer pis. La resta d'obertures de la planta són rectangulars i estan emmarcades en carreus de pedra desbastats. Majoritàriament es corresponen amb finestres, tot i que la crugia situada a llevant presenta un altre portal rectangular que dona accés a un local comercial. Les obertures dels pisos superiors són rectangulars i amb els emmarcaments arrebossats, i presenten decoració superior a manera de guardapols.

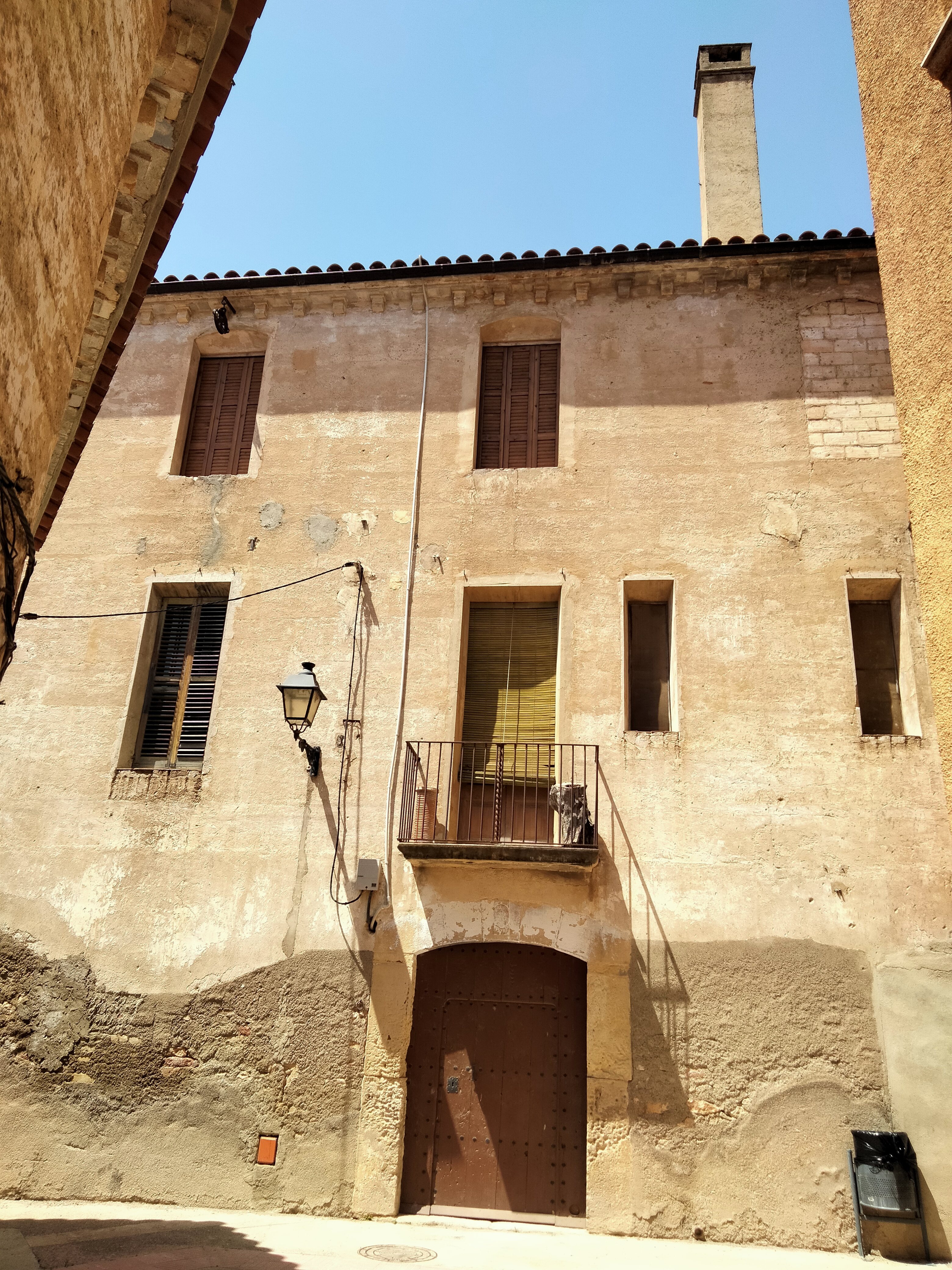
Façana est, al carrer de la Palla

Al primer pis, la majoria dels finestrals tenen sortida a balcons exempts amb les llosanes motllurades i les baranes de ferro treballat. El balcó situat damunt del portal principal està sostingut per mènsules treballades. La resta de finestrals es corresponen amb finestres balconeres delimitades per baranes de pedra decorades amb grans rosetons. Aquesta façana està coronada per un ampli ràfec decorat i motllurat. Pel que fa a la façana orientada al carrer de la Palla, presenta un portal d'accés d'arc rebaixat emmarcat amb carreus de pedra ben desbastats i la clau decorada i gravada amb la inscripció “AÑO 1852”. La resta d'obertures, en canvi, són rectangulars i presenten els emmarcaments arrebossats.
El cos adossat a migdia del principal presenta la coberta de teula d'un sol vessant i està distribuït en planta baixa i dos pisos també. La part més destacable de la construcció són els pisos superiors, orientats al pati. El primer nivell presenta una galeria d'arcs de ferradura emblanquinats, delimitats per una senzilla barana de ferro. A la segona planta també hi ha una galeria oberta a l'exterior, formada per tres arcs carpanells arrebossats i pintats.
La construcció està bastida en maons i amb els paraments exteriors arrebossats.